# 倾城之恋 (电影)
《倾城之恋》（英語：Love in a Fallen City）是1984年邵氏兄弟出品的一部香港愛情电影，由许鞍华执导，周润发和缪骞人主演；改编自张爱玲同名小说，電影總時長共1小時33分鐘。電影票房813万港元，许鞍华后来又拍摄了另一部同樣改编自张爱玲小说的电影《半生缘》。本片入圍第4届香港电影金像奖及第25届金馬獎共十二項提名，最終榮獲香港電影金像獎最佳音樂和金馬獎最佳服裝設計。

## 剧情
上海富户白家的养女白流苏（缪骞人饰）嫁给了一个纨绔败家仔。婚后不久，夫妻便闹翻，白流苏离了婚之后搬回娘家住。她随身携带的钱财被逐渐败落的白家在数年间耗尽，又处处受兄长奚落。为了擺脱日渐困窘的处境，流苏只得考虑再嫁。此时，白家好友徐太太（馬海倫飾）正在为白家七妹宝络（錢慧儀飾）牵红线，对方是从英国留学归来的范柳原（周润发饰）。范柳原学成经商，个性风流倜傥、浪漫不羁。在与宝络相亲之日，范柳原却更钟情于白流苏，与她共舞整夜，完全忽略了宝络。白家认为白流苏从中作梗，让宝络婚事无望，更加责怪于她。白流苏与范柳原二人互生情慕，在香港再次重逢之后，迅速坠入爱河。然而一贯风流的范柳原却无结婚的打算，白流苏不甘心返回上海。后来范柳原不断来电要她回港相会，经不住对范柳原的思念，白流苏又赴港，两人同居。太平洋战争爆发，香港沦陷，动乱的局势困住了原打算去英国的范柳原，两人遂在香港成婚，过着暂且平淡的生活。

## 演員表
| 演員   | 角色   |
| ------ | ------ |
| 繆騫人 | 白流蘇 |
| 周潤發 | 范柳原 |
| 姜中平 | 三爺   |
| 焦姣   | 三奶奶 |
| 馬海倫 | 徐太太 |
| 錢慧儀 | 寶絡   |
| 鍾景輝 | 徐先生 |
| 金川   | 四爺   |
| 金燕玲 | Louise |
| 翁世傑 | Pierre |
| 易倩兒 | 四奶奶 |
| 黃曼   | 白老太 |
| 游佩玲 | 亞栗   |

## 製作

### 取景
電影外景於淺水灣酒店拍攝，其中一個露台便是主角白流蘇和范柳原展開傾城戀愛的開始。淺水灣酒店現已改建，但露台得以保留下來。

## 電影歌曲

### 主題曲
| 歌名         | 演唱者 | 作曲   | 填詞   |
| 〈傾城之戀〉 | 汪明荃 | 林敏怡 | 林敏驄 |

本片是作曲家林敏怡與導演許鞍華第三次合作，亦是兩人合作作品中首次由大型片商投資。不同於未有硬植入主題曲的前兩作《瘋劫》及《胡越的故事》，本作片商邵氏在合約要求需有主題曲，並指定由姊妹公司華星唱片的歌手汪明荃演唱。主題曲只在片尾播放。林敏怡認為自己與汪明荃的音樂風格不相配，當時亦有評論批評主題曲破壞了本片的文學性。

## 奖项
| 年份 | 頒獎典禮            | 獎項         | 名字                   | 結果 |
| ---- | ------------------- | ------------ | ---------------------- | ---- |
| 1985 | 第4届香港电影金像奖 | 最佳女配角   | 焦姣                   | 提名 |
| 1985 | 第4届香港电影金像奖 | 最佳攝影     | 何东尼                 | 提名 |
| 1985 | 第4届香港电影金像奖 | 最佳美術指導 | 区丁平                 | 提名 |
| 1985 | 第4届香港电影金像奖 | 最佳音樂     | 林敏怡                 | 獲獎 |
| 1985 | 第4届香港电影金像奖 | 十大華語片   |                        | 獲獎 |
| 1988 | 第25届金馬獎        | 最佳劇情片   |                        | 提名 |
| 1988 | 第25届金馬獎        | 最佳女主角   | 缪骞人                 | 提名 |
| 1988 | 第25届金馬獎        | 最佳美術設計 | 区丁平                 | 提名 |
| 1988 | 第25届金馬獎        | 最佳服裝設計 | 王耀年                 | 獲獎 |
| 1988 | 第25届金馬獎        | 最佳剪輯     | 姜興隆、鄒長根、方寶華 | 提名 |
| 1988 | 第25届金馬獎        | 最佳錄音     | 徐炳光                 | 提名 |
| 1988 | 第25届金馬獎        | 最佳原著音樂 | 林敏怡                 | 提名 |
| 1988 | 第25届金馬獎        | 最佳電影歌曲 | 陳耀川、林敏怡         | 提名 |